# 延安三路站
延安三路站，位于中华人民共和国山东省青岛市市南区香港中路与延安三路交叉口地下，是青岛地铁3号线的地铁车站，是信号系统含联锁PC设备集中车站。

## 沿革
- 2009年11月30日，青岛地铁一期工程正式奠基，地铁车站土建开始。
- 2016年12月18日，青岛地铁3号线全线通车，车站正式启用。

## 车站结构
地铁3号线经过此站时为东西方向，沿香港西路－香港中路伸展。
车站为地下二层岛式站台车站，车站主体外包尺寸总长191.4 m、标准段总高18.5 m，站厅宽17.27 m、长83.1 m、面积1435.137 m²，站台宽10 m、有效长120 m、面积1200 m²。
车站主体采用暗挖法施工，设4个出入口、2组风亭、1个消防出入口，分别位于周边的香港路南北两侧和延安三路东侧。

### 楼层
| G                 | 地面 | 出入口 |
| B1                | 站厅 | 服务中心、自动售票                                                                                            |
| B2                | 站台 | \| \| \| 3号线往青岛站（太平角公园） \| \| 島式 · 開左邊车门 \| \| \| \| \| \| 3号线往青岛北站（五四广场） \| |
|                   |      | 3号线往青岛站（太平角公园）                                                                                   |
| 島式 · 開左邊车门 |      | |
|                   |      | 3号线往青岛北站（五四广场）                                                                                   |

### 出入口
- ：香港西路（北）、秀湛路、湛山寺
- ：延安三路（东）、香港中路（北）
- ：香港中路（南）、盐城路（东）
- ：香港中路（南）、盐城路（西）
  - 图例： 设有

- 延安三路站A出入口
- 延安三路站B出入口
- 延安三路站C出入口

## 车站周边
延安三路站坐落于青岛海滨风景区内，距离黄海浮山湾最短直线距离约400米。正东方向约700米为音乐广场；正西方向约900米为植物园。

## 换乘
延安三路站除自身轨道交通性质外，还可实现与市内公交车和出租车的近距离换乘：
- 分布于周边的公交车站，包括以下路线的停靠站点：26、31、104、202、223、225、228、231、232、304、311、312、314、316、321、501、605路等。